# CA-modul
CA betyder conditional access. Det är ett samlingsnamn på de många olika krypteringsmetoder som används främst för betal-TV

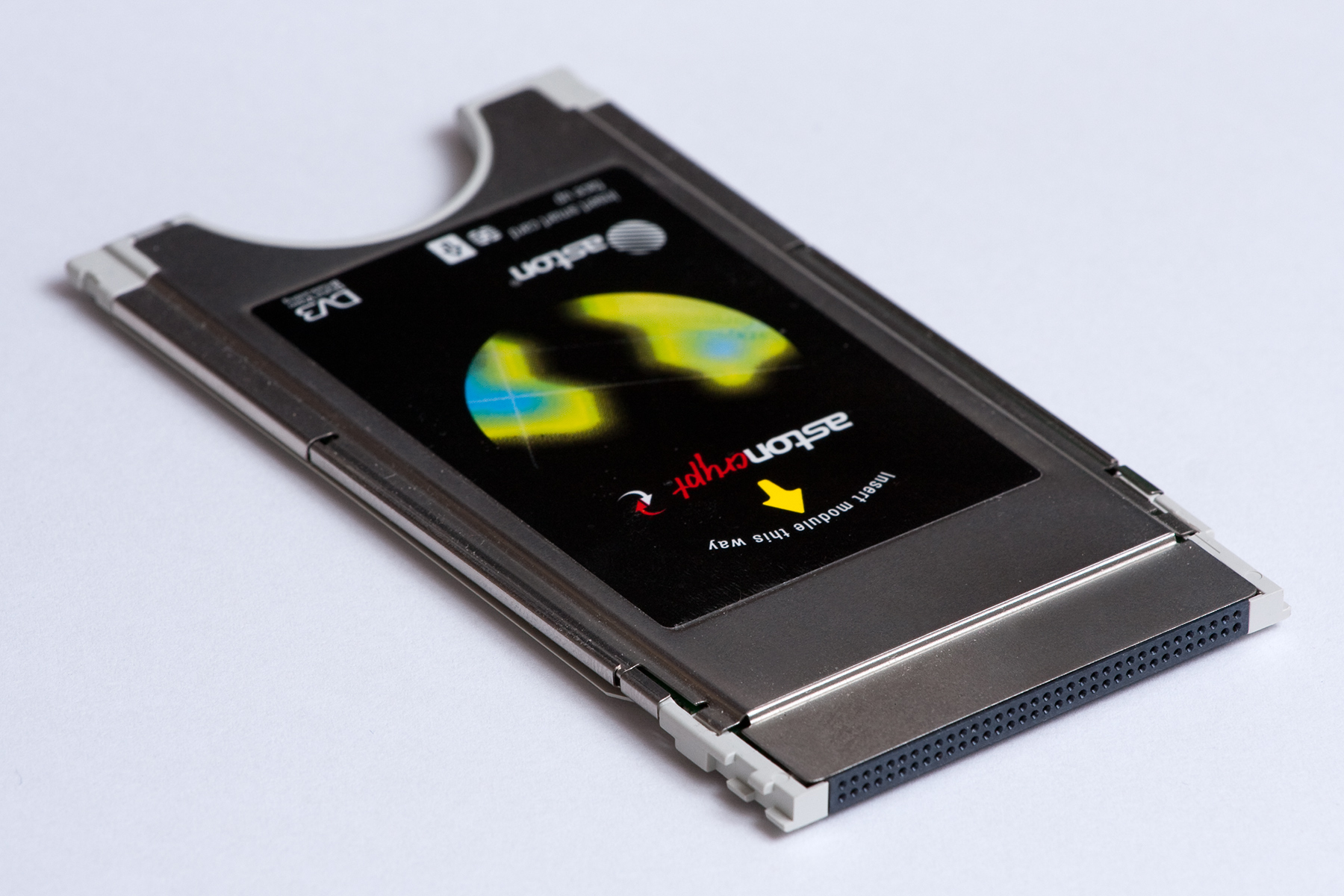
En CA-modul

Eftersom det finns flera olika krypteringsmetoder är det orimligt och oekonomiskt att utrusta en TV-mottagare med läsare för alla dessa olika typer av programkort. För att lösa detta problem har man enats om ett standardgränssnitt för en CA-modul.  Genom att använda en CA-modul konstruerad för att läsa programkort för ett särskilt krypteringssystem, till exempel Viaccess eller Conax,  är då TV-mottagaren användbar för att ta emot sändningar som använder detta krypteringssystem.
En CA-modul är endast något större än ett programkort; längd 100 mm, bredd 54 mm, tjocklek 5 mm. Den skall skjutas in i en avsedd slits i TV-mottagaren. Programkortet skjuts sedan in i CA-modulen.